# 氟化氰
氟化氰是一种碳、氮和氟元素形成的无机化合物，化学式CNF。它在室温下是一种有毒气体，可用于有机合成。
这种化合物可由三聚氟氰（C3N3F3）的热解来制备：
C3N3F3 → 3 CNF
氟化氰还可由氟化氰尿酰加热分解来制备。干燥的氟化银与碘化氰共热也可制得氟化氰。氟化氰在存放时发生聚合反应并形成N原子和CF原子团相隔排列的六元环状结构，这个聚合物就是三聚氟氰，也是挥发性的结晶物质。
氟化氰能被强的质子酸质子化，形成(FCN)H+阳离子。